# Collezione sarda Luigi Piloni
La collezione sarda "Luigi Piloni" è una raccolta di opere d'arte e di artigianato sardo che Luigi Piloni aveva raccolto e che nel 1981 ha donato all'Università degli Studi di Cagliari. È conservata nel palazzo dell'Università a Castello. 
Gli oggetti della raccolta sono esposti in sette sale, e comprendono dipinti, carte geografiche, stampe, costumi sardi, oggetti di artigianato, tappeti, gioielli, rosari, argenteria e abbigliamento.
Le opere sono sistemate sulle pareti e nelle vetrine. Nelle cassettiere sotto le vetrine sono conservati oggetti che non è stato possibile esporre per mancanza di spazio, ma che possono essere esaminati a richiesta dagli studiosi.

## Percorso espositivo

### Sala 1
Ospita alcune stampe con effigi di personaggi storici illustri per la Sardegna (sant'llario, san Simmaco, sant'Eusebio di Vercelli, sant'Ignazio da Laconi, Eleonora d'Arborea, Vittorio Amedeo II, Vittorio Emanuele I, Carlo Felice, Alberto Della Marmora, Giovanni Spano, Giuseppe Manno, Luigi Amat di San Filippo e Sorso, Mario, Domenico Alberto Azuni) e i testi pubblicati da Luigi Piloni.

### Sala 2
Ospita una Santa Chiara appartenente al  retablo di Bonaria, del quale faceva parte anche la Madonna detta del Cardellino, ora conservata nel santuario di Bonaria, ed una seconda tavola, sempre del Cinquecento, con la Sepoltura di Cristo di Antioco Mainas.
Altri tre dipinti, di autore ignoto del XVIII secolo, rappresentano San Michele, La Natività e San Francesco di Paola attraversa lo stretto di Messina.
La sala conserva anche il dipinto L'Arcangelo Raffaele guida Tobiolo (1763), di Francesco Massa, il Ritratto della Venerabile Maria Cristina di Savoia di fra' Pascalis M. Saruilo (XIX secolo), un Sant'Ignazio da Laconi ed una Addolorata.

### Sala 3
Vi sono esposte 32 tempere, intitolate Memorie sulla Terra Sarda, opera di Philippine Della Marmora (1837-1899).

### Sala 4

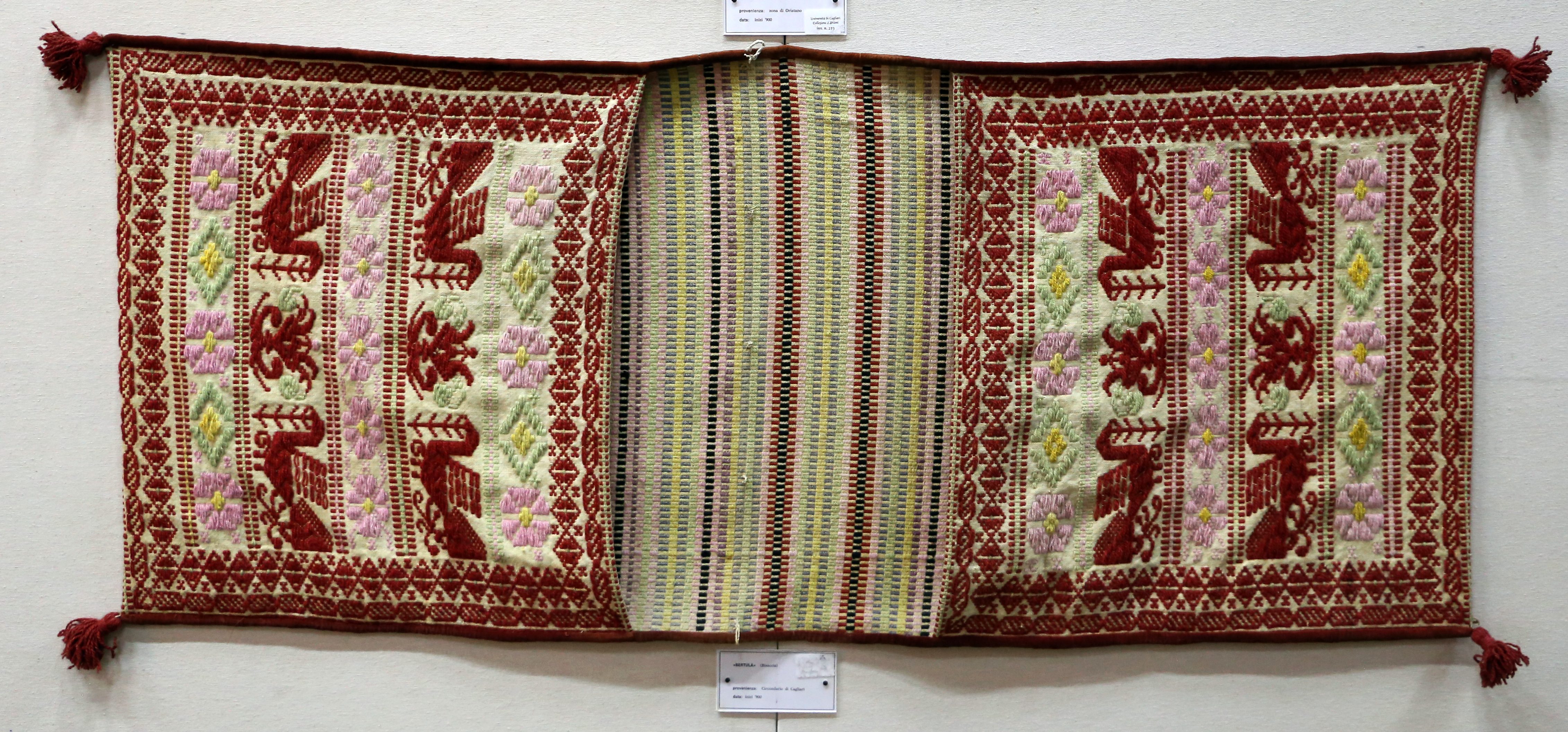
Bertula dal circondario di Cagliari, 1900-15 circa

Contiene opere di pittori del Novecento: Maria Beatrice Ansaldi in Angius, Antonio Ballero (Festa paesana), Nicolò Barabin, Giuseppe Biasi (Processione), Remo Branca, Cesare Cabras, Tore Canu, Adolfo Cao (Giardino pubblico di Cagliari), Giovanni Ciusa Romagna, Carlo Contini, Mario Delitala, Raffaello Delogu, Stanis Dessy, Filippo Figari, Carmelo Floris (Sposa), Foiso Fois, Romualdo Locatelli, Enzo Loy, Fabio Lumbau, Mauro Manca, Pietro Antonio Manca (Espressione di vita sarda), Anton Ettore Maury (Tramonto in Santa Gilla), Melchiorre Melis, Felice Melis Marini, Mario Mossa De Murtas, Antonio Mura, Cipriano Efisio Oppo (Autoritratto), Bernardino Palazzi (Attitidu), Alfredo Pierri, Valerio Pisano, Giovanni Battista Rossino, Aligi Sassu, Tona Scano, Giuseppe Scitìti, Giuseppe Sciuti (Bozzetto per il Palazzo Provinciale di Sassari), Tarquinio Sini, Mario Sironi (Il Torturato), Salvatore Vargiu.

### Sala 5
Nella sala sono esposti 82 pezzi, tra cui 15 rosari,  8 spuligadentes (oggetto per la pulizia dei denti e delle orecchie), un portaforbici, alcune ganceras (oggetto che serve a chiudere la camicia o a trattenere il fazzoletto) e 4 amuleti contro il malocchio.

### Sala 6
Vi sono esposte 140 carte geografiche (su un complesso di 206 carte appartenenti alla collezione) dal XIV/XV al XIX secolo, tra cui una carta dipinta su pergamena (della fine del XIV secolo - inizi del XV secolo), una riproduzione ottocentesca della Tabula Peutingeriana, la carta del Magini (1620) che orienta il golfo di Cagliari verso est (errore che influenzò numerosi cartografi fino alla fine del Settecento), la carta di G.B. Homann (1712), la carta di A. Zatta (1784), la carta della Sardegna voluta da Napoleone e sette carte opera di Alberto Della Marmora (XIX secolo).
La sala comprende inoltre le piante delle città di Cagliari, Sassari, Alghero, la pianta della basilica della Vergine di Bonaria (1792), 32 coberibancus (copricassa) databili tra la fine del Settecento e i primi dell'Ottocento, 4 bertulas (bisacce) del primo Novecento, delle mantas (tappeti che possono servire anche da coperta) e un tapinu 'e mortu (tappeto sopra il quale si deponeva il morto).
Inoltre vi sono tempere di Simone Manca e di Giuseppe Verani, erroneamente attribuite al padre Agostino , acquerelli di Giovanni Marghinotti e di Giuseppe Cominotti, litografie e disegni di costumi sardi del XIX secolo ed un'incisione su rame del Seicento.

### Sala 7
Nella sala sono presenti 136 vedute della Sardegna tra acquerelli, disegni e tempere originali, tra cui 4 disegni a sanguigna con panorami di Cagliari, Sanluri, Codrongianus e Sassari (XVIII secolo), 4 acquerelli di Giuseppe Cominotti con vedute di Sassari (1823) e le vedute dei 12 fari dell'isola, tratte dall'Album dei fari d'Italia (1873).

## Servizi
- Visite guidate
- Pubblicazioni del museo
- Biblioteca
- Archivio storico
- Laboratorio didattico